# Karl Reger
Karl Reger (* 7. September 1930 in Giescheid; † 27. März 2024 in Schleiden) war ein deutscher römisch-katholischer Geistlicher und Weihbischof im Bistum Aachen.

## Leben
Nach dem Abitur 1954 am Erzbischöflichen Abendgymnasium in Neuss studierte Reger Katholische Theologie und Philosophie in Bonn und Aachen. In Bonn wurde Reger 1954 Mitglied der Studentenverbindung Unitas Rhenania. Die Weihe zum Diakon empfing er am 3. Juni 1960. Die Priesterweihe erfolgte am 25. Juli 1960 im Aachener Dom. Danach war Reger bis 1970 als Kaplan in verschiedenen Kirchengemeinden tätig, unter anderem in Mönchengladbach und Viersen. Von 1966 bis 1970 war er gleichzeitig Präses der Kolpingsfamilie in Viersen. Anschließend wirkte Reger bis 1987 als Gemeindepfarrer in St. Gertrudis, Krefeld-Bockum. In dieser Zeit war er auch zehn Jahre lang Regionaldekan der Region Krefeld und aufgrund dieses Amtes auch Mitglied im Priesterrat. Am 15. Mai 1986 erfolgte die Ernennung zum nichtresidierenden Domkapitular im Kapitel der Bischofskirche zu Aachen.
Am 23. Dezember 1986 ernannte Papst Johannes Paul II. Reger zum Weihbischof in der Diözese Aachen und zum Titularbischof von Árd Sratha. Die Bischofsweihe spendete ihm Bischof Klaus Hemmerle am 7. Februar 1987, Mitkonsekratoren waren der Aachener Weihbischof Gerd Dicke und der Bischof von Bacabal, Paschasius Hermann Rettler. Seit seiner Bischofsweihe war Karl Reger Mitglied des diözesanen Priester- und Pastoralrates. Gleichzeitig wurde er zum residierenden Domkapitular ernannt. Zum 1. Oktober 1989 wurde er zum Bischofsvikar für Ordens- und Säkularinstitute und Gesellschaften des Apostolischen Lebens im Bistum Aachen ernannt.
Als Reger seinerzeit durch Bischof Hemmerle von seiner bevorstehenden Ernennung zum Weihbischof informiert wurde, entgegnete der Pfarrer: „Ich bin doch so gerne Pastor.“ „Und genau deshalb sind Sie der richtige“, antwortete Bischof Hemmerle.
Weihbischof Reger reichte gemäß den kirchenrechtlichen Bestimmungen zu seinem 75. Geburtstag am 7. September 2005 seinen Rücktritt ein, den Papst Benedikt XVI. zum 15. März 2006 annahm und gleichzeitig Johannes Bündgens zum Nachfolger Regers ernannte.
Im März 2024 starb Reger im Alter von 93 Jahren.

## Wappen und Wahlspruch

Wappen des Weihbischofs Karl Reger

Das Wappen ist geteilt: Die obere Hälfte zeigt das Bistumswappen (schwarzes Kreuz auf goldenem Grund), die untere Hälfte einen silbernen Pflug auf grünem Grund:
Symbol der priesterlichen Arbeit, den Ackerboden Gottes zu bereiten und zugleich Hinweis auf die Herkunft des Weihbischofs aus bäuerlichem Elternhaus. Begleitet wird der Wappenschild von einem goldenen Vortragekreuz und dem grünen Pontifikalhut (Galero) mit je sechs grünen Quasten (fiocchi) als heraldischen Bischofsinsignien.
Regers Wahlspruch lautete: Deus Caritas est („Gott ist die Liebe“) und entstammt dem 1. Johannesbrief (1 Joh 4,8 ).